# Julio César Falcioni
Julio César Falcioni (Buenos Aires, 20 luglio 1956) è un allenatore di calcio ed ex calciatore argentino, di ruolo portiere.

## Carriera

### Giocatore

#### Club
Cresciuto nel Velez Sarsfield, debutta in campionato nel 1976. Dopo 229 presenze nel 1980 si trasferisce in Colombia all'America de Cali. Dopo aver collezionato 376 presenze, nel 1989 torna in patria per giocare nelle file del Gimnasia La Plata. Nel 1991 torna in Colombia al Once Caldas. Nello stesso anno torna in Argentina per finire la carriera nel Velez Sarsfield, con il quale aveva debuttato 15 anni prima.

#### Nazionale
Con la nazionale Argentina disputa 1 partita e viene convocato per la Copa América 1989, dove però non gioca neanche un incontro, chiuso da Islas e Pumpido.

### Allenatore
Inizia la carriera da allenatore nel Velez nel 1997, restandovi fino al 2000. Nel 2002-2003 allena l'Olimpo di Bahia Blanca. Dal 2003 al 2005 è al Banfield con il quale arriva terzo nel campionato 2003-2004. Nel 2004-2005 ottiene un 9º e un 2º posto in campionato e arriva ai quarti di finale nella Coppa Libertadores. Nel 2005-2006 ottiene un 4º e un 12º piazzamento in campionato con l'Independiente. Nel 2006-2007 arriva 17º e 7º con il Colon. Nel 2007 passa al Gimnasia La Plata con il quale si piazza al 18º posto nell'Apertura. Nel 2009 torna al Banfield e vince l'Apertura. Nel 2010 ha ottenuto un 5º e un 15º posto in campionato e arriva agli ottavi di finale nella Coppa Libertadores 2010. Il 22 dicembre 2010 viene ingaggiato dal Boca Juniors in sostituzione a Roberto Pompei ottenendo un discreto 7º posto nel Clausura Néstor Kirchner. La sua seconda stagione è roboante con la vittoria finale dell'Apertura con una partita d'anticipo, il 4 dicembre grazie alla vittoria per 3-0 contro il Banfield. I punti del Boca in campionato sono 43 punti divisi in 12 vittorie, 7 pareggi e nessuna sconfitta. Il 21 dicembre prolunga di un anno il suo contratto col club.. A luglio del 2013 torna ad allenare accettando la proposta dell'All Boys.

## Palmarès

### Giocatore
- Campionato colombiano: 5

América: 1982, 1983, 1984, 1985, 1986

### Allenatore
- Campionato argentino: 2

Banfield: Apertura 2009
Boca Juniors: Apertura 2011
- Copa Argentina: 1

Boca Juniors: 2011-2012